# تبعیض بین افراد مبتلا به اچ‌آی‌وی/ایدز
در سراسر دنیا داغ ننگ به طرق مختلف در مورد ایدز وجود دارد، از قبیل محرومیت از حقوق اجتماعی، عدم پذیرش از سوی جامعه، تبعیض و دوری از افراد مبتلا به HIV، اجبار به انجام آزمایش HIV بدون رضایت قبلی یا مخفی نگه داشتن این راز، خشونت علیه افراد مبتلا به HIV که بیمار بودن آنها فاش شده است و قرنطینه افراد مبتلا به HIV. خشونت های مربوط به داغ ننگ یا ترس از خشونت مانع از آن می‌شود که بسیاری از افراد به دنبال آزمایش‌های HIV، گرفتن جواب آزمایش، یا انجام درمان آن باشند، مسایلی که می توانند چنین بیماری مزمن مدیریت پذیری را تبدیل به حکم مرگ کنند و باعث گسترش آن بشوند.
داغ ننگ ایدز را می توان به سه مقوله تقسیم کرد:
- داغ ننگ ابزاری ایدز- بازتابی از ترس و هراسی است که ممکن است با هر بیماری مرگبار و قابل انتقال دیگری نیز همراه باشد.[۳]
- داغ ننگ نمادین ایدز- استفاده از ایدز برای بیان نگرش‌های مربوط به گروه‌های اجتماعی یا سبک زندگی همراه با این بیماری.[۳]
- داغ ننگ احترام به ایدز- انگ‌زنی به افرادی که با مسایل مربوط به ایدز درگیر هستند یا افراد مبتلا به HIV [۴]

غالباً، داغ ننگ ایدز در ارتباط با سایر داغ‌های ننگ بیان می‌شود به خصوص داغ‌های مربوط به همجنس‌گرایی، دوجنس‌گرایی، بی‌بند و باری جنسی، فحشا، و ترزریق درون وریدی مواد مخدر.
در بسیاری از کشورهای توسعه‌یافته، ارتباط نزدیکی بین ایدز و همجنس‌گرایی، یا دوجنس‌گرایی وجود دارد، و این تداعی مرتبط است با سطوح بالاتری از نگرش‌های موجود درباره قضاوت‌های جنسی از قبیل ترس از همجنس‌گرایی/دوجنس‌گرایی در ارتباط است. همچنین بین ایدز و رفتارهای جنسی مرد با مرد، مانند رابطه جنسی میان افراد غیرآلوده رابطه نزدیکی وجود دارد. البته حالت غالب در گسترش HIV در تمام دنیا انتقال از طریق دوجنس‌گرایان است.